# Carlo Sanna (fantino)
Carlo Sanna detto Brigante (Sindia, 20 marzo 1989) è un fantino italiano.
Ha vinto tre volte il Palio di Siena: il 16 agosto 2017 nell'Onda, il 16 agosto 2023 nell'Oca e il 4 Luglio 2024 di nuovo nell'Onda.

## Palio di Siena
Esordisce al Palio di Siena il 16 agosto 2014 con la Contrada di Valdimontone, cadendo alla prima curva di San Martino e lasciando la testa all'inseguitrice Aquila. L'anno successivo monta il cavallo Mocambo nella Tartuca, mentre ad agosto si riaccasa nel Valdimontone sul debuttante Raktou; in entrambi i casi non riesce a centrare il successo.
Nel 2016 disputa due Palii: a luglio nel Bruco su Reynard King, ad agosto su Remistirio nel Leocorno. Al Palio del 2 luglio 2017 difende i colori della Contrada dell'Aquila sul baio Renalzos, andando vicino alla vittoria (centrata invece dalla Giraffa).
Entra nella storia della corsa senese il 16 agosto 2017, vincendo sul cavallo Porto Alabe per i colori Contrada dell'Onda.
Nel 2018 corre sia a luglio che ad agosto per i colori del Leocorno, montando a luglio Rocco Ro e ad agosto Osama Bin, senza però riuscire a figurare in entrambe le occasioni. Nel Palio Straordinario del 20 ottobre 2018 corre nella Contrada della Selva con Rombo De Sedini, dove rimane coinvolto in una caduta alla seconda curva del Casato. 
Il 2 luglio 2019 monta nuovamente Renalzos nell'Aquila; al Palio dell'Assunta del 2019 torna nell'Onda nuovamente su Porto Alabe, riformando così l'accoppiata che vinse nella stessa contrada due anni prima. Tuttavia, dopo un'ottima partenza che lo vede in prima posizione, si fa superare dopo la prima curva di San Martino dal Bruco, e successivamente anche dalla Selva (contrada quest'ultima che poi vincerà quel Palio).
Nel Palio del 2 luglio 2022 avrebbe dovuto correre nell'Istrice, ma un infortunio della cavalla Schietta durante la Prova Generale ne impedisce la partecipazione. Ad agosto veste nuovamente il giubbetto dell'Onda, montando Tabacco: la sua corsa termina cadendo alla prima curva del Casato. Nel Palio del 2 luglio 2023 monta per la terza volta consecutiva nell'Onda, sul cavallo Viso d'Angelo, cadendo alla seconda curva di San Martino.
Nel Palio del 16 agosto 2023 monta nell'Oca su Zio Frac. Nonostante la caduta alla prima curva di San Martino, il cavallo scosso in rimonta riesce a vincere il Palio, regalando così a Brigante la sua seconda vittoria in Piazza del Campo.
Alla carriera del 4 luglio 2024, l'Onda gli riaffida nuovamente la monta di Tabacco, che stavolta Brigante porta alla vittoria, cogliendo il terzo successo al Palio, il secondo consecutivo.

### Presenze al Palio di Siena
Le vittorie sono evidenziate ed indicate in neretto.
| Palio           | Contrada     | Cavallo         | Note   |
| --------------- | ------------ | --------------- | ------ |
| 16 agosto 2014  | Valdimontone | Osvaldo         | scosso |
| 2 luglio 2015   | Tartuca      | Mocambo         |        |
| 17 agosto 2015  | Valdimontone | Raktou          |        |
| 2 luglio 2016   | Bruco        | Reynard King    |        |
| 16 agosto 2016  | Leocorno     | Remistirio      |        |
| 2 luglio 2017   | Aquila       | Renalzos        |        |
| 16 agosto 2017  | Onda         | Porto Alabe     |        |
| 2 luglio 2018   | Leocorno     | Rocco Ro        |        |
| 16 agosto 2018  | Leocorno     | Osama Bin       | scosso |
| 20 ottobre 2018 | Selva        | Rombo de Sedini | scosso |
| 2 luglio 2019   | Aquila       | Renalzos        | scosso |
| 16 agosto 2019  | Onda         | Porto Alabe     |        |
| 17 agosto 2022  | Onda         | Tabacco         | scosso |
| 2 luglio 2023   | Onda         | Viso D'Angelo   | scosso |
| 16 agosto 2023  | Oca          | Zio Frac        | scosso |
| 4 luglio 2024   | Onda         | Tabacco         |        |
| 17 agosto 2024  | Oca          | Ares Elce       |        |
| 3 luglio 2025   | Tartuca      | Zio Frac        | scosso |

## Altri palii
Nel settembre del 2015 viene chiamato dalla dirigenza bianco verde del Rione San Martino-San Rocco a sostituire l'infortunato Maurizio Farnetani al Palio di Asti senza però riuscire a mettersi in mostra.
Partecipa 5 volte al Palio di Castel del Piano, vincendo per tre volte (di cui due di fila, realizzando perciò il "cappotto") per la contrada Borgo, nel 2018 su Quantovali, nel 2019 su Tout Beau e nel 2022 su Veranu.
Tra i Palii di Asti, Legnano e Fucecchio vanta 22 presenze con ben 13 eliminazioni in batteria.

### Presenze agli altri Palii

#### Palio di Asti
| Palio | Rione, Borgo, Comune        | Cavallo            | Piazzamento             | Note |
| ----- | --------------------------- | ------------------ | ----------------------- | ---- |
| 2015  | Rione San Martino-San Rocco |                    | Eliminato in batteria   |      |
| 2016  | Comune di Montechiaro       | Orpea casa mia     | Eliminato in batteria   |      |
| 2017  | Borgo San Pietro            | Piccolo Diavolo    | Eliminato in batteria   |      |
| 2018  | Borgo San Pietro            | Spartaco da Clodia | Eliminato in batteria   |      |
| 2019  | Borgo San Pietro            | Forban Du Pecos    | 7° in finale (acciuga)  |      |
| 2022  | Borgo San Pietro            | Vandà              | 5° in finale (coccarda) |      |
|       |                             |                    |                         |      |

| 2024 | Rione San Silvestro | Alba Solare | 5° in finale (coccarda) |

#### Palio di Legnano
| Palio | Contrada       | Cavallo      | Piazzamento           |
| ----- | -------------- | ------------ | --------------------- |
| 2015  | San Bernardino | Vandalo      | Eliminato in batteria |
| 2016  | San Bernardino | Gastone      | Eliminato in batteria |
| 2017  | La Flora       | Twenty Years | Eliminato in batteria |
| 2018  | San Magno      | Adele        | Eliminato in batteria |
| 2019  | San Magno      | Le Freak     | Finale                |
| 2021  | San Magno      | Nathan Drake | Eliminato in batteria |
| 2022  | San Martino    | Wintoto      | Finale                |
| 2023  | San Martino    | Maverick     | Eliminato in batteria |
| 2024  | San Martino    | Incantadora  | Eliminato in batteria |
| 2025  | San Martino    | Incantadora  | Finale                |

#### Palio di Fucecchio
| Palio | Contrada  | Cavallo                    | Piazzamento           | Note                                     |
| ----- | --------- | -------------------------- | --------------------- | ---------------------------------------- |
| 2018  | Ferruzza  | Unico De Aighenta          | Eliminato in batteria | ostacolato dalla rivale Ponte a Cappiano |
| 2019  | Querciola | Vankook                    | 3°                    |                                          |
| 2021  | Samo      | Ziculitth                  | Eliminato in batteria |                                          |
| 2022  | Cappiano  | Zenia Zoe                  | 3°                    |                                          |
| 2023  | Borgonovo | Sultano da Clodia (scosso) | N.C                   | Caduto al 1º giro                        |

| 2024 | Sant’Andrea | Vanadio da Clodia | Finale |